# Evidenční svazek
Evidenční svazek byl svazek státní bezpečnosti, který byl zaveden na osoby, u kterých existovaly náznaky protistátní činnosti, které si však vyžadovaly důkladné prověření. Evidenční svazky byly zaváděny jako předběžné opatření. Později tento druh svazku nahradil Pozorovací svazek.